# Nososticta pilbara
Nososticta pilbara là loài chuồn chuồn trong họ Platycnemididae. Loài này được Watson mô tả khoa học đầu tiên năm 1969.